# Německá říše
Německá říše (německy Deutsches Reich) je historický oficiální název prvního německého národního státu používaný od 25. ledna 1871 do 26. června 1943, kdy byl zaveden oficiální název Velkoněmecká říše (Großdeutsches Reich). Všeobecně se rozlišují tři období:
- monarchie Německého císařství (25. ledna 1871 – 9. listopadu 1918)
- pluralistická semiprezidentská demokracie Výmarské republiky (9. listopadu 1918 – 30. ledna 1933)
- totalitní diktatura nacistického Německa (od 30. ledna 1933)

Termín Německá říše se příležitostně užívá k označení německojazyčného prostoru nadnárodního mocenského útvaru „Svaté říše římské“ (962–1806), který byl od přelomu 15. a 16. století doplněn o přídomek „národa německého“.

## Vznik

Německá říše v letech 1919–1937

Velký znak Německé říše

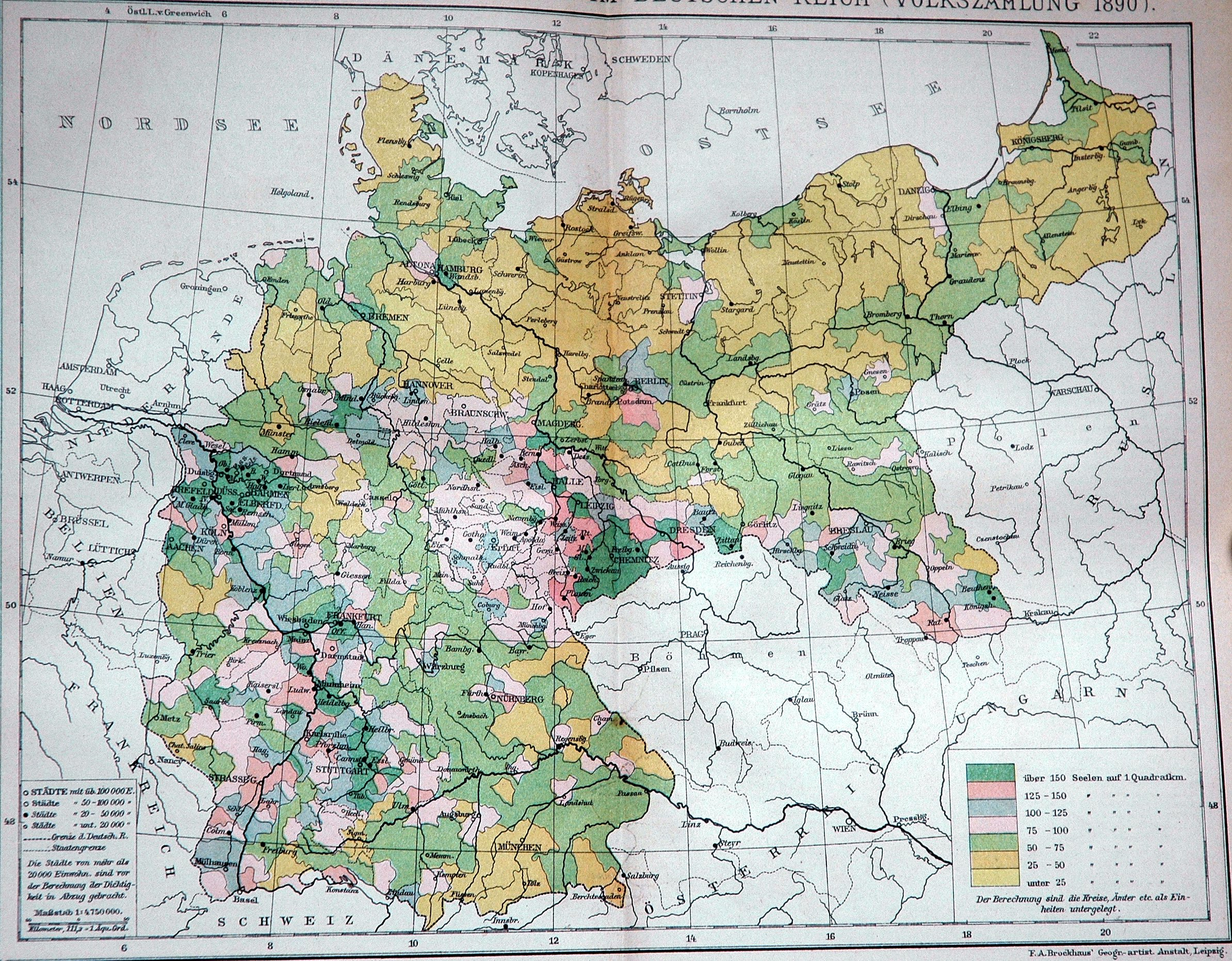
Hustota osídlení (rok 1892)

Roku 1871 založené Německé císařství bylo sice považováno za jednotný národní stát všech Němců, nezahrnoval však během své existence všechna území, jež sebe sama považovala za součást Německa, jako německé soustátí vznikl také roku 1867 mnohonárodnostní stát Rakousko-Uhersko, jež až do prusko-rakouské války v roce 1866 tvořilo součást Německého spolku. Zde také existuje souvislost s okolnostmi založení Říše, která vzešla ze Severoněmeckého spolku, spadajícího pod pruskou nadvládu. Za Březnové revoluce roku 1848 existovaly nacionální snahy Pruska usilující o německý národní stát. Později posloužilo Prusku a jeho kancléři Otto von Bismarckovi národně liberální hnutí k tomu, aby vyčlenil Rakousko z Říše a dosáhl tím pruské nadvlády.
Díky podobným nacionalistickým náladám v Dánsku došlo v roce 1864 ke střetům o Šlesvicko v dánsko-německé válce, první ze tří pozdějších „Říšských válek za sjednocení“. Bismarck si v roce 1866 vynutil proti odporu Františka Josefa I. rozpuštění Německého spolku. Prusko anektovalo, až na některé výjimky – německé země, které se ve spolkovém sněmu spojily proti Prusku a požadovali pro krále Viléma I. císařskou korunu budoucí prusko-německé říše.
Roznětkou prusko-rakouské války bylo porušení úmluvy (Gasteinská konvence) o provincii Šlesvicko-Holštýnsko ze strany Pruska. Spolek na Prusko uvalil spolkové exekuce, načež Prusko z Německého spolku vystoupilo. Prusové porazili Rakouské císařství a Saské království v bitvě u Hradce Králové a Německý spolek byl stvrzením Pražského míru dne 23. srpna 1866 rozpuštěn. Následkem toho se severoněmecké státy pod pruským vedením sjednotily do Severoněmeckého spolku. Prusko zamezilo expanzi přes Mohanskou linii, aby nedošlo k otevřené provokaci Francie.
Bavorsko, Württembersko, Bádensko a Hesenské velkovévodství utvořily Jihoněmecký spolek, který však prakticky nedosáhl žádného významu. Hesensko-Darmstadtsko se se svou, severně od Mohanu ležící provincií Horní Hesensko, stalo částečným členem Severoněmeckého spolku. Rakousko, Lucembursko a Lichtenštejnsko se nepřipojilo k žádnému z obou spolků.
Německý jazykový prostor (Německo), tak byl fakticky rozdělen na tři části, což se velmi hodilo francouzskému císaři Napoleonovi III., neboť mu nezáleželo, zda nechá svého soupeře rozrůst do rozměrů vnitroevropské hegemonie. Severo- a Jihoněmecké státy uzavřely z důvodu hrozby francouzské intervence tajné ochranné a odbojové svazky. Francie cítila ohrožení vycházející z těchto německých spojenectví, zvláště Prusko a jeho spojenci svou vojenskou sílu demonstrovaly hned dvakrát. Na základě Emžské depeše a kandidatury Hohenzollernů na španělský trůn se Francie cítila provokována a v roce 1870 začala preventivní prusko-francouzskou válku. Ta pro Francouze dopadla katastrofálně a již v roce 1871 obsadila vojska Severoněmeckého spolku Paříž. Posílen euforií z vítězství a pruskou nadvládou, vyhlásil pruský král Vilém I., nyní již německý císař, Německou říši dne 18. ledna 1871 ve Zrcadlovém sále ve Versailles.

## Dějiny

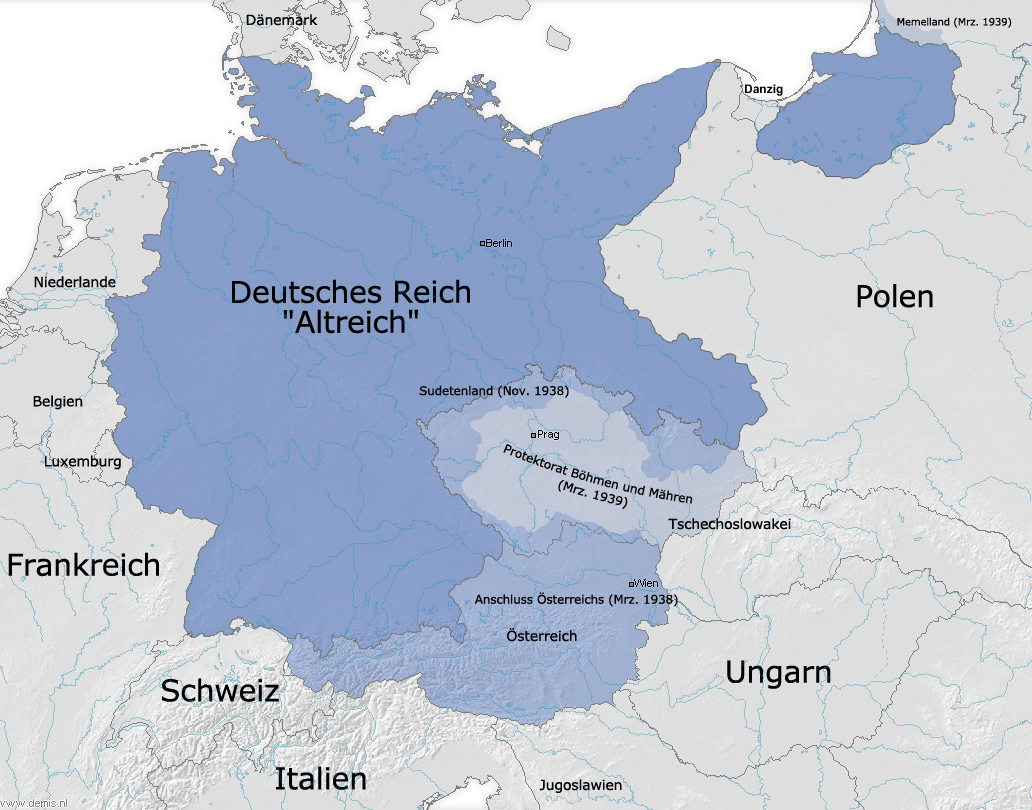
Mnichovská dohoda vytyčila poslední nesporný územní rozsah Německé říše; pozdější anexe české části území Československa a vytvoření Protektorátu Čechy a Morava již bylo protiprávním aktem, jehož vznik byl ve své době tolerován pouze na základě ústupkové politiky

Dějiny Německé říše se dělí na tři, resp. čtyři (počítáme-li i období okupace) období:
1. 1871–1918 Německé císařství pod vládou Bismarckovské říšské ústavy
1871–1890 období říšského kancléře Otto von Bismarcka
1890–1918 vilémovská epocha a první světová válka
2. 1919–1933 Výmarská republika na základě Výmarské říšské ústavy
3. 1933–1945 „Třetí říše“ jako soustátí, od roku 1943 oficiálně Velkoněmecká říše, a Období nacionálního socialismu jako historická epocha
4. 1945–1949 rozdělení Vítěznými mocnostmi druhé světové války na okupační zóny, nadále nazývána „Německo jako celek“ (Germany as a whole) a podřízena Spojenecké kontrolní radě, nejvyšší vládní moci

Když byla v roce 1868 svržena španělská královna Isabela II., nabídl dědičný princ Leopold královského rodu Hohenzollern-Sigmaringen (jenž byl se španělským královským domem spojen příbuzensky) své služby jako budoucí král. Francie se ovšem nastávajícím převzetím moci Pruskem ve Španělsku cítila ohrožená a snažila se situaci vyřešit vojensky. Vypukla prusko-francouzská válka. Toho Bismarck využil ke svému záměru prosadit sjednocení německých států skrze hrozbu společného nepřítele. Dosáhl svého cíle a poté následovala triumfální porážka Francie v bitvě u Sedanu. Dne 25. ledna 1871 byla na zámku Versailles u Paříže vyhlášena Německá říše.
Na konci druhé světové války v roce 1945 byla Německá říše obsazena americkými, sovětskými, britskými a francouzskými vojsky. Území na východ od Odry a Nisy, a západně od této linie ležící město Swinemünde (podle ujednání Postupimské dohody) rovněž tak město Štětín (celkem asi 1/4 rozlohy z roku 1937) byla od Říše odtržena a na základě Postupimské dohody „předběžně“ svěřena pod polskou resp. sovětskou správu – a nakonec také anektována. Usazené německé obyvatelstvo na těchto územích, jež v přímém důsledku válečných událostí dosud neuprchlo na západ, bylo v následujících letech dalekosáhle vysídleno.